# Экстази (фильм, 1999)
«Экстази» (англ. Go) — криминальный триллер с элементами черной комедии американского кинорежиссёра Дага Лаймана, вышедший на экраны в 1999 году. Слоган фильма: в русском издании — «Самый сумасшедший день в году», в оригинале — «A four-on-the-floor joyride!».
Английское название фильма — «Go» — одно из сленговых наименований метамфетамина, тогда как действие фильма разворачивается вокруг другого «клубного» наркотика — экстази.

## Сюжет
Фильм состоит из трех частей, каждая из которых посвящена определённым персонажам, чьи истории перекликаются друг с другом, образуя замысловатую историю, показанную с разных точек зрения.
Ронна
Ронна (Сара Полли) работает в супермаркете. Утром после смены коллега Саймон (Десмонд Аскью) предлагает ей подменить его, так как он с друзьями собирается провести Рождество в Лас-Вегасе. Ронна сначала не хочет соглашаться, но предложенные Саймоном деньги могут помочь в решении её жилищной проблемы, и в итоге Ронна поддается уговорам. После этого она знакомится с Адамом (Скотт Вулф) и Заком (Джей Мор), которые ищут Саймона, чтобы купить таблетки экстази. Узнав, что Саймон уехал, они предлагают сделку Ронне. Ронна, которой по-прежнему требуются деньги, соглашается. За наркотиками она отправляется к постоянному поставщику Саймона — Тодду Гейнсу (Тимоти Олифант). В процессе переговоров с наркодилером выясняется, что у Ронны не хватает денег на партию экстази, и тогда она берет таблетки в долг, оставив в качестве заложника у Тодда свою подругу — Клэр (Кэти Холмс). Явившись на встречу с Адамом и Заком, Ронна находит их в компании Берка (Уильям Фихтнер). В ходе беседы Ронна понимает, что Адам и Зак — подсадные утки, а их приятель — полицейский, который проводит контрольную закупку. Попросившись в туалет, Ронна спускает наркотики в унитаз. Теперь надо возвращаться к Тодду. Ронна придумывает подменить таблетки экстази внешне похожими на них таблетками витаминов. Забрав Клэр, они втроем с Мэнни (Нэйтан Бекстон), который до этого тайком съел две таблетки и находится под действием наркотика, едут на рождественскую вечеринку, где Ронна решает продавать витамины под видом экстази. Дела идут замечательно, но в это время на вечеринке появляется Тодд, который раскусил обман Ронны и хочет свести с ней счеты. Ронна убегает от Тодда на автостоянку, где её сбивает автомобиль. Истекающую кровью Ронну Тодд оставляет в придорожной канаве.
Саймон
Саймон просыпается в багажнике автомобиля. Оказывается, такую шутку с ним сыграли приятели, вместе с которыми он едет в Лас-Вегас. Парни непринужденно болтают и фантазируют на тему того, как они оторвутся в Вегасе. По приезде в столицу игорного бизнеса, они идут в ресторан, где едят креветки. В итоге половина компании слегает с пищевым отравлением. В строю остаются только Саймон и его чернокожий приятель Маркус (Тэй Диггз), с которым они идут в казино. В казино Саймон сразу проигрывает все свои деньги и просит взаймы у Маркуса, но тот отказывает ему. Саймон идет прогуляться и знакомится с двумя случайными девушками, которые зовут его к себе в номер, где они курят марихуану и занимаются сексом. Во время этого занятия в номере случается пожар, и Саймон вынужден удирать от своих новых приятельниц. После этого они с Маркусом, которого из-за его жёлтого пиджака все время принимают за прислугу, угоняют машину и едут в стриптиз-клуб, где Саймон вопреки увещеваниям Маркуса заказывает приват-комнату. Там он начинает приставать к танцовщицам, что приводит к конфликту с охранником. Саймон стреляет в охранника (Джимми Шуберт) из найденного в угнанном автомобиле пистолета, они с Маркусом удирают из стриптиз-клуба. Охранник вместе со своим отцом — хозяином клуба и старым гангстером (Джеймс Э. Фримен), начинают преследование приятелей. Разворачивается безумная погоня по ночным улицам Лас-Вегаса, в процессе которой Саймону с товарищами удается скрыться.
Адам и Зак
Адам и Зак — начинающие актёры, у которых проблемы с законом, из-за чего их использует в своем расследовании не чурающийся грязных методов работы полицейский Берк. Их задача — войти в контакт с Саймоном и произвести контрольную закупку крупной партии экстази. Однако Саймон уехал в Лас-Вегас, и их выбор падает на Ронну. Ронна соглашается достать наркотики. Вечером они встречаются в доме Адама и Зака, где также находится Берк. Перед этим Зак говорит с Берком о моральной стороне их дела, так как Ронна не является наркодилером и вовлечена в преступную схему, по сути, случайно. Однако Берк не собирается отказываться от своих планов. На встрече Ронна догадывается о том, что перед ней разыгрывается спектакль с целью взять её с поличным, и просится в туалет, в это время Зак незаметно предупреждает её об опасности. Ронна спускает наркотики в унитаз и уходит из дома. Берк догадывается, что Зак предупредил её. После фиаско с Ронной Берк зовет Адама и Зака к себе домой на рождественский ужин. Там Берки ведут себя довольно странно, в частности сам Берк домогается Зака, а его жена — Адама. За ужином они рассказывают Адаму и Заку про многоуровневую организацию сетевого маркетинга, в которой состоят и в которую хотели бы завербовать и их. Покинув дом Берка, Адам и Зак оказываются в магазине, где выясняется, что они — влюбленные друг в друга геи. Также они выясняют, что изменяли друг другу с гримером по имени Джимми, на поиски которого тут же отправляются. Джимми они находят на рождественской вечеринке, где устраивают над ним символическую расправу, отрезав локон волос. Уезжая с вечеринки на спорткаре, друзья случайно сбивают Ронну на автостоянке, свидетелем чему становится наркоторговец Тодд. Таким образом, три сюжетные линии связываются в единую фабулу.
Концовка
После вечеринки Клэр случайно встречает в кафе Тодда и садится за его столик, где рассказывает о том, что прониклась к нему симпатией. Кроме того она рассказывает, что любит рождество за сюрпризы: когда ты открываешь коробку с рождественским подарком, ты думаешь, что там находится одно, а на деле оказывается другое. Эта идея перекликается с замыслом самого фильма, когда действия героев ведут к совершенно неожиданным последствиям.
В финале все герои встречаются, чтобы поставить точку в этой непредсказуемой истории.

## В ролях
- Сара Полли — Ронна
- Кэти Холмс — Клэр
- Нэйтан Бекстон — Мэнни
- Десмонд Аскью — Саймон
- Тэй Диггз — Маркус
- Брекин Мейер — Тини
- Скотт Вульф — Адам
- Джей Мор — Зак
- Уильям Фихтнер — Берк
- Тимоти Олифант — Тодд Гейнс
- Джимми Шуберт — Виктор-младший
- Джеймс Э. Фримен — Виктор-старший
- Джейн Краковски — Айрин
- Тани Макклюр — Холли
- Никки Фриц — Ноэль
- Джеймс Дювал — Сингх
- Мелисса Маккарти — Сандра